# Barry Wilmore
Barry Eugene „Butch” Wilmore (ur. 29 grudnia 1962 w Murfreesboro w stanie Tennessee, USA) – amerykański inżynier, pilot wojskowy i astronauta, komandor United States Navy.

## Wykształcenie oraz służba wojskowa
- 1981 – ukończył szkołę średnią w Mt. Juliet, stan Tennessee.
- 1985 – został absolwentem Tennessee Technological University uzyskując licencjat z elektrotechniki.
- 1985-2000 – służył w lotnictwie marynarki wojennej USA na lotniskowcach USS Forrestal, USS Kennedy, USS Enterprise oraz USS Eisenhower. Latał na samolotach F/A-18 oraz A-7E. Wziął udział w 4 dużych operacjach wojskowych: Desert Shield, Desert Storm (podczas tej misji wykonał 21 lotów bojowych), Southern Watch oraz w misji nad Bośnią. W 1992 ukończył Naval Test Pilot School, a później uczestniczył we wszystkich etapach tworzenia samolotu szkoleniowego T-45 Goshawk. W 1994 na University of Tennessee w Knoxville uzyskał tytuł magistra (specjalność – systemy lotnicze). Tytuł magistra elektrotechniki uzyskał w tym samym roku na Tennessee Technological University. Do momentu otrzymania przydziału do grupy astronautów NASA był instruktorem w Air Force Test Pilot School w bazie Edwards w Kalifornii.

Barry Wilmore wylatał w sumie ponad 6800 godzin, 663 razy lądował na pokładach lotniskowców.

## Praca w NASA i kariera astronauty
- 2000 – 26 lipca został przyjęty do 18 grupy astronautów NASA.
- 2002 – zakończył przeszkolenie podstawowe, uzyskując uprawnienia do pilotowania wahadłowca i został skierowany do Biura Astronautów NASA, gdzie pracował w jednym z wydziałów zajmujących się układem napędowym wahadłowca. Uczestniczył też w pracach zespołów wspierających operacje startu i lądowania promów kosmicznych.
- 2008 – 30 września został wyznaczony do załogi misji STS-129[1]. Powierzono mu funkcję pilota wahadłowca.
- 2009 – w listopadzie uczestniczył w blisko 11-dniowej wyprawie kosmicznej na pokładzie promu Atlantis[2].
- 2014–2015 – wziął udział w Ekspedycji 41/42 na ISS[3]. W trakcie tej misji czterokrotnie wykonał spacery kosmiczne (EVA), spędzając łącznie 25 godzin i 36 minut w otwartej przestrzeni kosmicznej[4].

## Nagrody i odznaczenia
- Meritorious Service Medal
- Air Medal (pięciokrotnie)
- Navy Commendation Medal (sześciokrotnie)
- Navy Achievement Medal (dwukrotnie)
- Universal Astronaut Insignia za lot orbitalny (nr 505) – Stowarzyszenie Uczestników Lotów Kosmicznych (Association of Space Explorers(inne języki))[5]

## Wykaz lotów
| Loty kosmiczne, w których uczestniczył Barry E. Wilmore        | Loty kosmiczne, w których uczestniczył Barry E. Wilmore | Loty kosmiczne, w których uczestniczył Barry E. Wilmore | Loty kosmiczne, w których uczestniczył Barry E. Wilmore | Loty kosmiczne, w których uczestniczył Barry E. Wilmore | Loty kosmiczne, w których uczestniczył Barry E. Wilmore    | Loty kosmiczne, w których uczestniczył Barry E. Wilmore |
| Lp.                                                            | Data startu                                             | Statek kosmiczny                                        | Data lądowania                                          | Statek kosmiczny                                        | Funkcja                                                    | Czas trwania                                            |
| -------------------------------------------------------------- | ------------------------------------------------------- | ------------------------------------------------------- | ------------------------------------------------------- | ------------------------------------------------------- | ---------------------------------------------------------- | ------------------------------------------------------- |
| 1                                                              | 16 listopada 2009                                       | STS-129 Atlantis F-31                                   | 27 listopada 2009                                       | STS-129 Atlantis F-31                                   | Pilot misji                                                | 10 dni 19 godzin 16 minut i 10 sekund                   |
| 2                                                              | 25 września 2014                                        | Sojuz TMA-14M                                           | 12 marca 2015                                           | Sojuz TMA-14M                                           | Inżynier pokładowy (Ekspedycja 41) Dowódca (Ekspedycja 42) | 167 dni 5 godzin 42 minuty 40 sekund                    |
| Łączny czas spędzony w kosmosie – 178 dni 58 minut i 50 sekund |                                                         |                                                         |                                                         |                                                         |                                                            |                                                         |